# Luba Mirella
Luba (o Ljuba) Mirella (nascuda Ljuba Wagenheim; Rostov, 13 d'abril de 1894 – Milà, 4 de març de 1972) fou una soprano de coloratura italiana d'ascendència polonesa. El seu nom és de vegades escrit en llistes de repartiment com a Mirella Luba i Mirella Lubov.

## Biografia
Luba Mirella va néixer a Rostov en una família de músics polonesos que van emigrar a Itàlia durant la Primera Guerra Mundial. Ella probablement va fer el seu debut a Rússia i subsegüentment va gaudir d'una carrera exitosa a Itàlia, i va aparèixer àmpliament en els principals teatres d'òpera provincials. El seu millor paper en escena es considera que va ser Musetta a La bohème de Puccini, que va cantar amb èxit gran al Teatro Regio di Parma, Teatro Regio di Torino, Teatro Comunale di Bologna i, notablement, al Teatro alla Scala de Milà el 1935. A La Scala Mirella també hi va aparèixer en la temporada 1940/1941 a Die Frau ohne Schatten de Richard Strauss. Fora d'Itàlia va cantar al Gran Teatre del Liceu de Barcelona (el 1929, com a Musetta, Micaëla a Carmen de Bizet, Nedda a Pagliacci de Ruggero Leoncavallo així com en altres papers en òperes russes), al Teatro Nacional de São Carlos de Lisboa (el 1926, com a Musetta i Micaëla) i a l'Òpera de Zúric (el 1931, com a Musetta). Va morir el 1972 al Casa di Riposo per Musicisti, on va entrar 1958 i hi va passar la seva vellesa.